# Sjöofficersmässen, Karlskrona

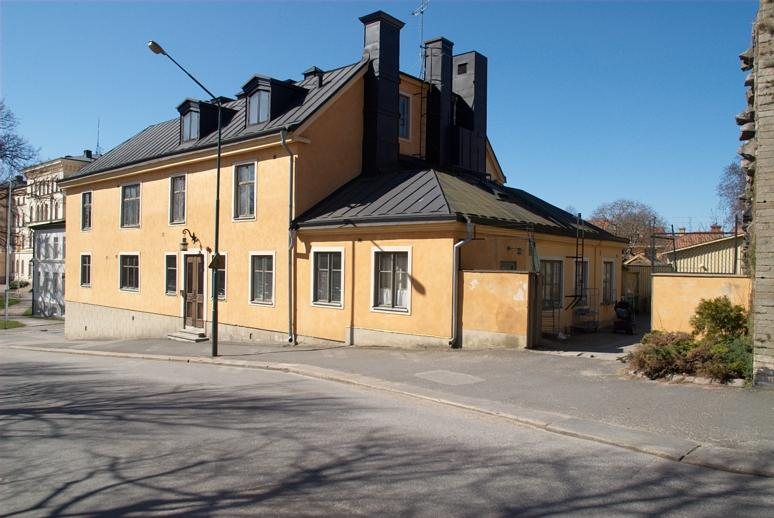
Sjöofficersmässen sedd från Amiralitetstorget.

Sjöofficersmässen är en byggnad i Karlskrona på Amiralitetstorget 7 som inrymmer Sjöofficerssällskapets mäss- och klubblokaler, samt Kungliga Örlogsmannasällskapets bibliotek.

## Historia
Byggnaden kallades ursprungligen för Rabinska huset och låg i anslutning till varvsområdet. 1819 gavs tillstånd att flytta huset till den nuvarande platsen på Amiralitetstorget. Den 15 november 1821 samma år samlades Örlogsmannasällskapet för första gången i byggnaden. Efter att Sjöofficerssällskapet i Karlskrona bildats 1830 användes nedervåningen som mässlokal medan Örlogsmannasällskapet disponerade övervåningen.
1929 donerade Knut Agathon Wallenberg medel så att huset kunde byggas på med en tredje våning för att inhysa Örlogsmannasällskapets bibliotek.